# Řehoř z Nyssy

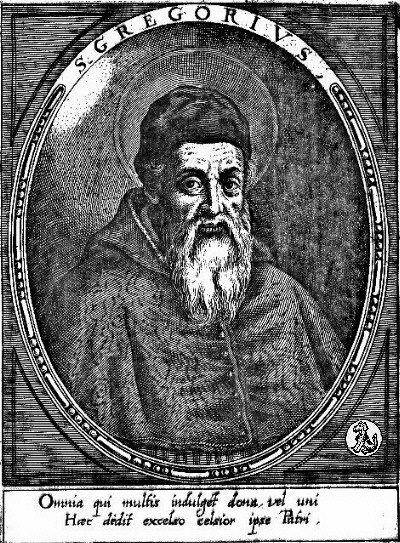
Sv. Řehoř z Nyssy (rytina ze 16. stol.)

Svatý Řehoř z Nyssy, řecky Grégorios (asi 335 Kaisareia, dnešní turecké Kayseri – po 394) byl řecký teolog a učenec, jeden ze tří „kappadockých Otců“, biskup v dnes zaniklém městě Nyssa blízko Kaisareie v Kappadokii.

## Život
Řehoř pocházel ze zámožné a vzdělané rodiny rétora a žil ve stínu svého nejstaršího bratra Basileia, zakladatele basiliánského mnišství, významného teologa a církevního reformátora. Společně snad studovali na athénské Akademii, kde se seznámili s Řehořem z Nazianzu, po návratu žili jako mniši a kolem roku 362 vstoupili na vyzvání tehdejšího biskupa Eusebia z Kaisareje do velkého teologického sporu s ariánstvím, jež zastával také císař Valens. Když se Basilios po smrti Eusebiově stal biskupem v Caesareji, dostali se všichni tři do sporů s císařem, byli pronásledováni a také Řehoř se musel nějakou dobu skrývat. Po smrti Valensově se stal biskupem v Sebaste, byl vlivným kazatelem a na Prvním konstantinopolském koncilu (Konstantinopol 381) jedním z vedoucích teologů a účastnil se ještě synody roku 394. Brzy potom patrně zemřel.

## Myšlení a dílo

De virginitate

Mezi třemi kappadockými Otci, kteří prosadili definitivní podobu křesťanského dogmatu o Boží Trojici, je Řehoř patrně filosoficky nejhlubší. Někdy bývá také označován za prvního křesťanského filosofa. Jeho první spisy se týkají mnišského života, askeze a poutnictví či alegorického výkladu Mojžíšova života, brzy ale začíná psát o Trojici. Proti zjednodušujícímu učení Ariovu, který Ježíše Krista pokládal za stvořeného – a tedy zřetelně nižšího – poloboha, Řehoř pomohl formulovat paradoxní učení o „dvojí podstatě“ Krista, zároveň Boha i člověka. Rozlišil na jedné straně společnou podstatu (řecky úsia) a na druhé straně tři osoby (řecky hypostasis), podobně jako později na západě Augustin.
Řehořovo myšlení je silně ovlivněno Platónem, ovšem v podobě, kterou mu dal Plótínos a Filón Alexandrijský. Ideje nejsou samostatné, nýbrž jsou to Boží myšlenky, záměry a cíle, k nimž se má Stvoření vypracovat. Člověk je tedy především nehotový a jeho úkolem je stávat se tím, čím jej Bůh chce mít, totiž „obrazem Božím“. Tyto myšlenky Řehoř zpracoval velmi podrobně, zejména ve spise O stvoření člověka (De hominis opificio), kde rozvíjí i srovnání lidského těla s jinými živočichy z tohoto hlediska.
Jednotlivá lidská duše na rozdíl od pohanského platonismu není božská. Dle J. Daniélou můžeme u duše rozlišit aspekt stability, v níž je obrazem božského, a aspekt pohybu, tj. propasti mezi tím, co má duše z transcendentního Boha, a mezi tím, čím ve své individuaci skutečně jest. Důrazem na změnu a cestu oproti nehybnosti podnikl Řehoř další krok od tradičního platonismu: můžeme se neustále přibližovat Bohu a Dobru a zároveň vědět, že jej nikdy plně nedosáhneme (tuto „nekonečnou cestu“ vystihuje pojem epektasis). Bůh není pochopitelný a popsatelný racionálně, nýbrž pouze mysticky.

## Odkazy

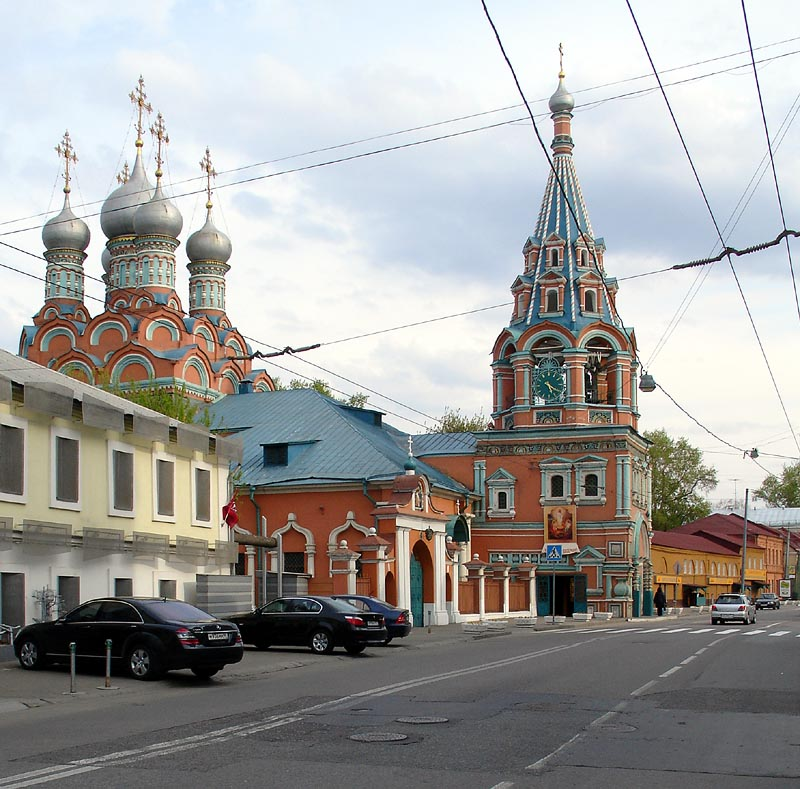
Kostel sv. Řehoře z Nyssy v Moskvě (ul. Velká Poljanka)

#### České překlady
- Řehoř z Nyssy, Katechetická řeč, Praha: OIKOYMENH, 2015. Archivováno 24. 9. 2015 na Wayback Machine. ISBN 978-80-7298-513-5
- Řehoř z Nyssy, Proč neříkáme, že jsou tři bohové (Pro Ablabia), přel. L. Karfíková, Praha: OIKOYMENH, 2009.  Archivováno 29. 10. 2021 na Wayback Machine. ISBN 978-80-7298-400-8
- Řehoř z Nyssy, Lidská řeč a pojmenování Boha (výňatky ze spisu Contra Eunomium II), in: L. Karfíková, Čas a řeč. Praha: OIKOYMENH, 2007, s. 119-146. Archivováno 24. 9. 2015 na Wayback Machine.
- Řehoř z Nyssy, O stvoření člověka, přel. M. Bláhová, Praha: OIKOYMENH, 2013.  Archivováno 29. 10. 2021 na Wayback Machine. ISBN 978-80-7298-484-8
- Řehoř z Nyssy, Mojžíšův život, přel. M. Marunová, Praha: OIKOYMENH, 2019. Archivováno 16. 1. 2020 na Wayback Machine. ISBN 978-80-7298-349-0
- Řehoř z Nyssy, Otče náš, přel. M. Bendová, Praha: OIKOYMENH, 2019. ISBN 978-80-7298-355-1. Archivováno 16. 1. 2020 na Wayback Machine.

#### Sekundární literatura v češtině
- L. Karfíková, Řehoř z Nyssy: Boží a lidská nekonečnost Archivováno 24. 9. 2015 na Wayback Machine.. OIKOYMENH, Praha 1999. (ISBN 80-86005-95-X. Archivováno 24. 9. 2015 na Wayback Machine.
- A. H. Armstrong (vyd.), Filosofie pozdní antiky, kap. VI. OIKOYMENH, Praha, 2002. Archivováno 29. 10. 2021 na Wayback Machine.
- E. von Ivánka, Plato christianus. OIKOYMENH, Praha, 2003.

#### Texty
- Opera Omnia z Migne, Patrologia Graeca, řecky a latinsky s překlady do dalších jazyků (en, de, it aj.)
- Bilingua: O stvoření člověka anglicky a řecky

- (anglicky) Portál Gregory of Nyssa, anglické texty s úvody
- (anglicky) O poutnictví (379) NPNF2-05. Gregory of Nyssa: Dogmatic Treatises, Etc. - Christian Classics Ethereal Library
- (anglicky) O duši a o vzkříšení (380) NPNF2-05. Gregory of Nyssa: Dogmatic Treatises, Etc. - Christian Classics Ethereal Library
- (anglicky) O stvoření člověka (380) NPNF2-05. Gregory of Nyssa: Dogmatic Treatises, Etc. - Christian Classics Ethereal Library
- (anglicky) O svaté Trojici (380) NPNF2-05. Gregory of Nyssa: Dogmatic Treatises, Etc. - Christian Classics Ethereal Library
- (anglicky) Velký katechismus (385) NPNF2-05. Gregory of Nyssa: Dogmatic Treatises, Etc. - Christian Classics Ethereal Library
- (německy) Díla v Bibliothek der Kirchenväter
- (francouzsky) Patristique.org Texty Řehoře z Nyssy s francouzským překladem
- (česky) sv. Řehoř z Nyssy - Proti Eunomiovi (Contra Eunomium) Archivováno 27. 12. 2013 na Wayback Machine. (J. Novák, převzato z Patristické čítanky, Praha 1988).